# 와케정
와케정(일본어: 和気町)은 일본 오카야마현 남동부에 있는 와케군의 정이다.
2006년 3월 1일에 사이키정과 대등 합병해 새로운 와케정을 신설했다.

## 지리
정역의 대부분은 산림이다. 정의 중심은 요시이강과 곤코강이 합류하는 지점에 해당해 작은 분지를 형성하고 있다.

## 역사
- 1889년 6월 1일 - 정촌제 시행으로 와케군 와케촌, 혼조촌, 히카사촌, 후지노촌, 야마다촌, 시오타촌, 이와나시군 이슈촌, 사에키모토촌, 사에키카미촌이 성립하였다.
- 1901년 2월 6일 - 와케촌이 정으로 승격해 와케정이 되었다.
- 1942년 4월 1일 - 사에키모토촌, 사에키카미촌이 합병해 사에키정이 성립하였다.
- 1950년 4월 1일 - 혼조촌이 정으로 승격해 혼조정이 되었다.
- 1953년 4월 1일 - 와케군 와케정·혼조정·히카사촌·후지노촌, 아카이와군 이슈촌 등 5개 정촌이 합병해 새로운 와케정이 성립하였다.
- 1955년 3월 31일 - 아카이와군 사에키정, 와케군 야마다촌·시오타촌이 합병해 와케군 사이키정이 성립하였다.
- 2006년 3월 1일 - 와케정, 사이키정이 신설 합병해 현재의 와케정이 성립하였다.

## 교통

### 철도
- 서일본 여객철도 산요 본선

### 도로
- 산요 자동차도
- 미마사카오카야마 도로(일본어판)
- 국도 제374호선 (일본)(일본어판)